# 映画 プリキュアオールスターズDX3 未来にとどけ! 世界をつなぐ☆虹色の花
『映画 プリキュアオールスターズDX3 未来にとどけ! 世界をつなぐ☆虹色の花』（えいが プリキュアオールスターズデラックススリー みらいにとどけ!せかいをつなぐにじいろのはな）は、2011年3月19日公開のアニメ映画。プリキュアシリーズの歴代作品のクロスオーバー作品の第3作目かつプリキュアシリーズの映画作品の第10作目。『プリキュアシリーズ』映画10作記念作品。

## 概要
『プリキュアオールスターズDX』シリーズ自体では3作品目となり、『スイートプリキュア♪』にとってはスクリーンデビュー作にあたる。本作は第1弾から続く「プリキュアオールスターズ三部作の最終作」とされている。
『ハートキャッチプリキュア!』のキュアサンシャイン・キュアムーンライト、そして『スイートプリキュア♪』のキュアメロディ・キュアリズムが初登場し、合計21人のプリキュアが出演する。最終作ということもあり、オールスターズシリーズの集大成として歴代の劇場作品の世界やゲストの宿敵などを登場させ、「シリーズ史上最大のスケール」にすると公式サイトの解説で謳われている。また第1作同様各シリーズの怪物もネガトーン以外すべて登場する。
プリキュア達は従来のパートナーと離れ離れにされ、ピンク、ブルー、イエローという三組に分かれて各映画の異世界に飛ばされてしまう展開となる。また、前作における主に『ハートキャッチプリキュア!』をメインにした展開とは異なり、「旅立ち」をテーマとした作品になるといい、今までは少なかった各シリーズの垣根を超えたキャラクター同士が絡むシーンを増やしている。
音楽は前作までとは異なり、佐藤直紀が単独で担当する。佐藤がプリキュアシリーズで音楽を担当するのは『Yes!プリキュア5』シリーズ以来である。これまでの『DX』シリーズでは佐藤の音源に関しては過去作の流用だったが、本作では過去作のモチーフを散りばめた集大成とされる新規楽曲が用意され、収録は佐藤のこだわりから各パート別録りではなく同時録音で行われた。（全て新作BGMというわけではなく、かつて担当していたプリキュア5GoGoまでの流用は存在する。）そのため、上映当時放映中の『スイートプリキュア♪』の音楽を担当している高梨康治はクレジットされない。東日本大震災の影響で休館や営業時間短縮もあり全体の興行収入も落ち込んでいる中、2011年3月19、20日初日2日間で興収は1億3,534万6,300円、動員は12万4,115人になり映画観客動員ランキング（興行通信社調べ）で初登場第3位となった。5月までに総興行収入10億円を達成し、観客動員数も過去最高の92万人超を記録している。
次作以降は過大な人数増加により全員での声付きの出演は難儀が生じが発生する。そのため『プリキュアオールスターズ』としての全員での声付きの出演はこれが最後になり、『ふたりはプリキュア Splash Star』の妖精のチョッピ役の松来未祐は2015年10月27日に死去に伴い、松来がチョッピの声を演じた最後の作品となった。
上記のように、『プリキュアオールスターズDX』シリーズは本作で終了したと明言されたが、翌年に新たな作品として『プリキュアオールスターズNewStage』と題された新作が公開されることが決定した。

## ストーリー
幼馴染みである北条響と南野奏は、妖精のハミィと一緒にオープン初日の巨大ショッピングモールへやって来たが、途中でハミィとはぐれてしまう。その後二人はハミィを見つけることができたが、来海えりか主催のファッションショーに乱入してしまう。
そんな最中、おもちゃの国やデザート王国といった別世界の建物や住人が出現する。さらにかつてプリキュア達を苦しめた強敵達が、ブラックホールの闇の力で蘇って、世界を繋ぐ奇跡の花「プリズムフラワー」を枯れさせて世界を暗黒化させようと企んでいた。
敵の策によって異世界に飛ばされたプリキュア達は、いつものパートナーや仲間から引き離されてしまい、強敵達が作り出した世界にそれぞれ招かれてしまう。最初は息が合わず混乱し、苦戦するプリキュア達だったが、自分の仲間達を信じあう心を取り戻すと反撃を開始、全員元の世界へと帰還する。元のパートナー達と再会したプリキュア達は、強敵達をそれぞれ撃破するが、ついに真の敵ブラックホールが姿を現した。
地球を覆いつくさんばかりに現れたブラックホールは、プリズムフラワーを奪い、さらにプリキュア達から戦う力を失わせた。絶望的な状況下の中、プリズムフラワーの最後の力を使い、人間と妖精の世界の繋がりを断つ代わりにブラックホールを倒すという最後の手段が提示される。別れを惜しんで決断出来ないプリキュア達だったが、響の決断の声を聞いた皆は、断腸の思いでその作戦を受け入れる。
最後の変身を行い、パワーアップして復活したプリキュア達は、ブラックホールを倒すために全ての力を解き放ち、そしてついに撃退することに成功する。しかし、そこには妖精達とミルキィローズ（ミルク）の姿はなく、悲しみを堪えたり泣き崩れたりする20人のプリキュア達しかいなかった。
数日後、響や奏らが遊んでいるとプリズムフラワーの種が芽生えて世界が再び繋がり、妖精達はプリキュア達の元へと戻っていった。

## 登場キャラクター
登場キャラクターの基本情報は各作品参照。本項ではオリジナルキャラクターなどを除き、主に本作での立ち位置を示す。

### ふたりはプリキュア/ふたりはプリキュアMax Heart
プリキュア
最終的に「スーパープリキュア」となってパワーアップする。
美墨 なぎさ（みすみ なぎさ） / キュアブラック
声 - 本名陽子
ピンクチームとして行動。ムシバーンやサーロイン率いるザケンナーたちと戦っていく。
ピンクチームの中ではリーダー格として真っ先に仲間たちに指示を下したが、人を指揮することに慣れておらず大雑把な言い回しをしたため、かえって皆を混乱させる。それでも、不屈の精神で仲間達とともに状況を打開していく。
雪城 ほのか（ゆきしろ ほのか） / キュアホワイト
声 - ゆかな
ブルーチームとして行動。魔女、フリーズンとフローズンが率いるデザトリアンたちと戦っていく。
新人であるキュアリズムをリードし、知略面でも活躍する。
九条 ひかり（くじょう ひかり） / シャイニールミナス
声 - 田中理恵
イエローチームとして行動。トイマジンやサラマンダー男爵率いる怪物たちと戦っていく。
菓子づくり対決でも活躍する。また、サイコロを奪いゴールを妨害しようとするトイマジンとサラマンダー男爵を、「ハーティエルアンクション」で拘束する。

妖精
本作ではプリキュアたちのために奔走する。
メップル
声 - 関智一
ミップル
声 - 矢島晶子
ポルン
声 - 池澤春菜
ルルン
声 - 谷井あすか

サブキャラクター
美墨 理恵（みすみ りえ）
美墨 亮太（みすみ りょうた）
雪城 さなえ（ゆきしろ さなえ）
高清水 莉奈（たかしみず りな）
久保田 志穂（くぼた しほ）
声 - 仙台エリ
多幡 奈緒（たばた なお）
加賀山 美羽（かがやま みう）
ファッションショーの観客。
ラウンド
マーキーズ
オーバル
トリリアント
ハート
ひなた
雲の園の老師
ムタ
雲の園の妖精
世界が融合したことで現れた異世界の妖精たち。ひなたと雲の園の妖精はクロスオーバー映画初登場。その一方で、残りの妖精騎士団のスクエアとペアは本作には登場していない。なお、ひなたは『映画 MH2』の終盤で完全体になったが、本作は幼体の姿に戻っている。

### ふたりはプリキュア Splash Star
プリキュア
日向 咲（ひゅうが さき） / キュアブルーム / キュアブライト
声 - 樹元オリエ
ピンクチームとして行動して、サーロインやウザイナーたちと戦っていく。新人のキュアメロディをどんな状況下であっても前向きに勇気づけた。
最終的に「ブライティブルーム」となる。
美翔 舞（みしょう まい） / キュアイーグレット / キュアウィンディ
声 - 榎本温子
ブルーチームとして行動し、魔女やフリーズンとフローズン、そしてコワイナーたちと戦っていく。新人のキュアリズムを手助けする役目が多い。
最終的に「ウィンディイーグレット」となる。

妖精
本作ではプリキュアたちのために奔走する。
フラッピ
声 - 山口勝平
チョッピ
声 - 松来未祐
ムープ
声 - 渕崎ゆり子
フープ
声 - 岡村明美

サブキャラクター
日向 みのり（ひゅうが みのり）
星野 健太（ほしの けんた）
声 - 竹内順子
宮迫 学（みやさこ まなぶ）
声 - 入野自由
霧生 満（きりゅう みちる）
霧生 薫（きりゅう かおる）
ファッションショーの観客。
アワーズ
ミニッツ
時計の郷の精霊たち
世界が融合したことで現れた異世界の妖精たち。時計の郷の精霊たちはクロスオーバー映画初登場。

### Yes!プリキュア5/Yes!プリキュア5GoGo!
プリキュア
最終的にキュアドリームは「シャイニングドリーム」となり、他はスーパー化してパワーアップする。
夢原 のぞみ（ゆめはら のぞみ） / キュアドリーム
声 - 三瓶由布子
ピンクチームとして、ムシバーンやサーロインたちと戦っていく。
持ち前の明るさで仲間たちを励まし、キュアメロディをうまく援護しながら目的地をめざした。
夏木 りん（なつき りん） / キュアルージュ
声 - 竹内順子
イエローチームとして行動し、トイマジンやデザトリアンたちと戦っていく。イエローチームの奇抜な行動に対し、慌ただしくツッコミを入れている。
当初はスゴロクに乗り気ではなかったが、状況を打開するために頭を切り替え、途中からは運動関係などで中心的に活躍する。
春日野 うらら（かすがの うらら） / キュアレモネード
声 - 伊瀬茉莉也
イエローチームとして行動し、トイマジン、サラマンダー男爵やデザトリアンたちと戦っていく。
持ち前の天然気質を発揮し、真っ先にスゴロクに参加する。カラオケ勝負で活躍する。
秋元 こまち（あきもと こまち） / キュアミント
声 - 永野愛
ブルーチームとして行動し、フリーズンとフローズンたちと戦っていく。
慣れない戦いをするキュアリズムをうまく援護する。
水無月 かれん（みなづき かれん） / キュアアクア
声 - 前田愛
ブルーチームとして行動し、持ち前の頭脳で魔女やコワイナーたちと戦っていく。
ミルク / 美々野 くるみ（みみの くるみ） / ミルキィローズ
声 - 仙台エリ
イエローチームとして行動し、トイマジンやサラマンダー男爵と戦っていく。
トイマジンクラスの相手でも軽く蹴飛ばし、ほかのメンバーたちをリードしていく。

妖精
ココ
声 - 草尾毅
ナッツ
声 - 入野自由
本作でも妖精たちのまとめ役として活躍。プリズムフラワーやミラクルライトに関しても詳しい知識を披露した。
シロップ
声 - 朴璐美
本作ではプリキュアたちのために奔走する。
サブキャラクター
増子 美香（ますこ みか）
鷲尾 浩太（わしお こうた）
ブンビー
ブンビーカンパニーの社員
ファッションショーの観客。
ミギリン
ヒダリン
チョコラ
声 - 川田妙子
世界が融合したことで現れた異世界の妖精と人物。

### フレッシュプリキュア!
プリキュア
最終的に「キュアエンジェル」形態となり、パワーアップする。
桃園 ラブ（ももぞの ラブ） / キュアピーチ
声 - 沖佳苗
ピンクチームと組んで、サーロインやムシバーンたちと戦っていく。
改心し、幸せになったトイマジンの姿を利用して悪事を行うブラックホールに激怒する。
蒼乃 美希（あおの みき） / キュアベリー
声 - 喜多村英梨
ブルーチームと組んで、魔女やフリーズンとフローズンと戦っていく。
キュアピーチがいないことで調子を乱され、苦手なタコのナケワメーケと対峙することになるなど、苦戦を強いられる。そのあとは敵を挑発し、状況を打開する役割に一役買っている。
山吹 祈里（やまぶき いのり） / キュアパイン
声 - 中川亜紀子
イエローチームと組んで、トイマジンやサラマンダー男爵、そしてホシイナーたちとすごろくを通して戦っていく。
動物仲良し対決で活躍する。
東 せつな（ひがし せつな） / キュアパッション
声 - 小松由佳
イエローチームと組んで、トイマジンとサラマンダー男爵、そしてコワイナーたちとすごろくで戦っていく。
野球対決では、過去に対戦経験のあるナケワメーケと再戦している。ダンス対決でも活躍する。

妖精
本作ではプリキュアたちのために奔走する。
シフォン
声 - こおろぎさとみ
タルト
声 - 松野太紀

サブキャラクター
桃園 あゆみ（ももぞの あゆみ）
山吹 正（やまぶき ただし）
山吹 尚子（やまぶき なおこ）
カオルちゃん
ミユキ
知念 大輔（ちねん だいすけ）
沢 裕喜（さわ ゆうき）
御子柴 健人（みこしば けんと）
西 隼人（にし はやと） / ウエスター
南 瞬（みなみ しゅん） / サウラー
ファッションショーの観客。
マトリョーシカ
世界が融合したことで現れた異世界の妖精。マトリョーシカはクロスオーバー映画初登場。その一方で、ウサピョンとテディベア（本物のトイマジン）は本作には登場していない。

### ハートキャッチプリキュア!
プリキュア
最終的に「スーパーシルエット」形態となり、パワーアップする。
花咲 つぼみ（はなさき つぼみ）/キュアブロッサム
声 - 水樹奈々
ピンクチームとしてムシバーンやデザトリアンたちと戦っていく。プリキュアの先輩として、キュアメロディをリードしている。
サラマンダー男爵の姿を悪事に利用したブラックホールには憤慨を露わにしている。
冒頭、全員でプリキュアに変身する際には、先輩プリキュアを代表して音頭をとった。
来海 えりか（くるみ えりか） / キュアマリン
声 - 水沢史絵
ブルーチームと組んで、魔女やフリーズンとフローズンと戦っていく。
チーム内ではムードメーカーであり、持ち前のマイペースな発言で、仲間たちが苦笑いする場面も見られた。また、何気ない一言がブルーチームの反撃の糸口となる。
新たに出会った響と奏がプリキュアであることにいち早く感づき、積極的にコンタクトをとり、サポートする。
明堂院 いつき（みょうどういん いつき） / キュアサンシャイン
声 - 桑島法子
イエローチームと組んで、トイマジンやナケワメーケたちと戦っていく。
武道対決で活躍する。
月影 ゆり（つきかげ ゆり） / キュアムーンライト
声 - 久川綾
イエローチームと組んで、サラマンダー男爵やウザイナーたちと戦っていく。
慣れない者同士が集まる中でも冷静さを失わず戦い、困惑するチームを立て直した。自身も勉強対決で活躍する。

妖精
本作ではプリキュアたちのために奔走する。
シプレ
声 - 川田妙子
コフレ
声 - くまいもとこ
ハミィとは旧知の仲である。
ポプリ
声 - 菊池こころ
クロスオーバー映画初登場。

サブキャラクター
花咲 薫子（はなさき かおるこ）
来海 流之助（くるみ りゅうのすけ）
多田 かなえ（ただ かなえ）
鶴崎（つるさき）
ファッションショーの観客。

### スイートプリキュア♪
黒川エレン / キュアビートと調辺アコ / キュアミューズ（仮面姿の『黒ミューズ』を含む）は未登場。
プリキュア
最終的にスーパー化してパワーアップする。
北条 響（ほうじょう ひびき） / キュアメロディ
声 - 小清水亜美
キュアリズムと分かれてピンクチームとして行動し、ムシバーンやサーロイン率いるザケンナーたちを相手に戦っていく。
復活した敵たちの力やブラックホールの桁はずれの強大さを見て一時は弱気になるが、先輩であるキュアブラックたちに勇気づけられ、状況打開の突破口を開いていく。
南野 奏（みなみの かなで） / キュアリズム
声 - 折笠富美子
キュアメロディと分かれてブルーチームとして行動し、魔女やフリーズンとフローズン率いるデザトリアンたちを相手に戦っていく。
慣れない海上の戦いに苦戦するも、先輩のキュアホワイトたちの援護のおかげで次第に自信をつけていく。

妖精
ハミィ
声 - 三石琴乃
ファッションショーに乱入し、響を怒らせるが、響と奏がほかのプリキュアたちと交流を深めるキッカケをつくった。
シプレとコフレとは旧知の仲である。

サブキャラクター
西島 和音（にしじま わおん）
東山 聖歌（ひがしやま せいか）
ファッションショーの観客。いずれも小説版のみ登場。

### 本作の敵
ブラックホール
声 - 山寺宏一
本作品における邪悪の神にして闇の意思そのものとされる存在にしてその事件の首謀者。
今までプリキュアたちに倒されたドツクゾーン、ダークフォール、ナイトメア、エターナル、ラビリンス、砂漠の使徒の邪悪なエネルギーが宇宙をさまよい、それらのエネルギーが出会い融合したことで宇宙最強の「暗黒の力」として誕生した経緯をもつ。
悪意の塊とされる「フュージョン」や深海の闇とされる「ボトム」を生みだした張本人で、いわばオールスターズDX三部作における事件すべての黒幕であり、今までのプリキュアたちに敗れ去った敵たちの集合体でもある。
すべての希望とすべての生命の輝きをなくし、無限の闇の世界を創造しようと目論み、その目的を達成するために必要な「プリズムフラワー」を消し去って宇宙全体を暗黒の闇に飲み込もうとする。
その名のとおり太陽系をも超えるブラックホールのような姿をしており、中央には赤く光る両目に白色の炎ガスのような口があり、場合に応じて巨大な両手もだせる。また、すさまじい邪悪なエネルギーを宿しており、自身が接近するだけでもプリズムフラワーが弱体して枯れてゆくため、自分自身が存在するだけでも地球が滅亡していくという極めて危険な体質をもつ。
物語序盤にて、かつてプリキュアたちに敗れた映画版の敵たちを復活させ、彼らにプリズムフラワーの捜索および破壊を命じる。
物語終盤にて、すべての配下が敗れ去ったことでプリキュアオールスターズの前に出現し、強大な闇の力でプリキュアオールスターズの変身能力を消滅させて彼女たちを絶望に追いこみ、発見したプリズムフラワーをも消し去ろうとする。しかし、地球に存在するすべての人々からの応援やプリズムフラワーの最後の力でプリキュアオールスターズが復活する事態となり、それらに対抗するため最終形態へと変貌してプリキュアオールスターズを「無力」と断言して地球もろとも始末しようとするが、プリキュアオールスターズのあきらめない姿勢に驚愕しながら徐々に逆転され、最終的にはプリキュアオールスターズの放つ必殺技を受けて遂に消滅した。
最終形態
憤慨した際にみせる姿であり、6つの目をもつ邪悪な顔へと変貌し、巨大さも倍になる。
とてつもなく強大な闇の力があり、口からは地球周辺をもまき込むほどの巨大な光線を放つことができる。

#### 歴代の映画の敵たち
いずれもプリキュアたちによって倒された又は改心した映画版の敵たち。本作品では邪悪の神であるブラックホールによってプリキュアに浄化された「邪悪なこころ」のみを集められて復活を果たした存在として設定されているため、原作の本編中で改心した敵もプリキュアと敵対している。また、いずれも瞳（あるいは目全体）が赤くなっている特徴がある。
物語序盤ではブラックホールの命令によって「プリズムフラワー」を捜索して破壊しようとプリキュアオールスターズの前に出現し、物語中盤ではプリキュアオールスターズをそれぞれ3つの世界へと飛ばし、日ごろのパートナーと引き離してペースを狂わした状態のプリキュアオールスターズを始末しようと襲撃する。
物語終盤ではかつての最終形態に変貌してプリキュア達を激突するが、プリキュア達の必殺技で倒されブラックホールによって吸収された。
魔女（まじょ）
声 - 勝生真沙子
かつて「希望の園」に襲撃してジャアクキングの復活を目論んだドツクゾーンの魔女。
ブラックホールによって復活を果たした敵の中ではリーダー格を務めている。また、自身が所有する「水晶玉」の能力によって「プリズムフラワー」を発見し、水晶玉の魔力でプリキュアオールスターズをバラバラの異世界に迷い込ませる役割を担う。
本作品ではフリーズン、フローズンとともにブループリキュアチームと交戦するが、隙をつかれて水晶玉をキュアリズムの攻撃で砕かれ、プリキュアたちに脱出される。
最終的に人間世界に戻るとかつての最終形態へと変貌し、キュアブラック、キュアホワイトと激突するが「プリキュア・マーブルスクリュー・マックス」をうけて倒された。
フリーズン、フローズン
声 - 草尾毅 (フリーズン)、檜山修之 (フローズン)
かつて「雲の園」に襲撃して世界を氷の闇にしようと目論んだドツクゾーンの氷の戦士のふたり。
本作品では魔女と組んでブループリキュアチームと交戦する。原作映画と同様の必殺技「フリージング・ブリザード」を披露し、本作品でも「最強のコンビ」を変わらず自称しているが、安易に挑発にのるという一面を見せる。
最終的には人間世界に戻り、キュアメロディ、キュアリズムと激突するが「プリキュア・パッショナートハーモニー」を受けてともに倒された。
サーロイン
声 - 速水奨
かつて「時計の郷」に襲撃して世界の時間を止めようと目論んだダークフォールの滅びの戦士。
本作品ではムシバーンとともに、ピンクプリキュアチームと交戦し、ウザイナーたちを召喚する。また、小説版ではキュアブルームに「サイコロころりん」と名前を間違えられている。
最終的に人間世界に戻るとかつての最終形態へと変貌し、キュアブライト、キュアウィンディと激突するが「プリキュア・スパイラルスター・スプラッシュ」を受けて倒された。
シャドウ
声 - 朴璐美
かつて「鏡の国」に襲撃して世界を支配しようと目論んだ悪者。
本作品ではブラックホールの力により「プリズムフラワー」が自然に枯れるのを待ちきれず、単独で人間世界に残り、自分の鏡を使役してプリズムフラワーの探索をする。しかし、前述の作戦を妖精たちの活躍によって阻止された挙句、彼らの「ミラクルライト」の光を直に浴びたことで消滅した。
ムシバーン
声 - 大塚明夫
かつて「デザート王国」に襲撃してプリキュアを菓子にしようと目論んだ黒幕。
本作品ではサーロインと組み、ピンクプリキュアチームを倒そうとする。
最終的には人間世界に戻り、マントを脱ぎ捨てて肉体が通常より筋肉質になった今作オリジナルの最終形態へと変貌し、合流したキュアドリームたちと激突するが、キュアドリームの「プリキュア・シューティング・スター」を受けて倒された。
トイマジン
声 - 塩屋浩三
かつて「おもちゃの国」に襲撃して子どもたちに復讐しようと目論んだ魔神。
本作品ではサラマンダー男爵とともに、イエロープリキュアチームを「すごろくゲーム」で邪魔しようとするが、正当なルールでゲームをするつもりはなく、さまざまな妨害工作などを行う。
最終的に人間世界に戻るとかつての最終形態へと変貌し、キュアピーチたちと激突するが「ラッキークローバー･グランドフィナーレ」を受けて浄化された。
サラマンダー男爵（サラマンダーだんしゃく）
声 - 藤原啓治
かつてフランスのパリに襲撃して世界を破壊しようと目論んだ砂漠の使徒。
本作品ではトイマジンとともに、イエロープリキュアチームを「すごろくゲーム」で倒そうとする。
ステッキの先端についているクリスタルの色は原作では赤だったが、本作では青になっており、攻撃の際も炎ではなく衝撃波を使う。また、原作で被っていたシルクハットがなくなっている。
最終的に人間世界に戻るとかつての最終形態へと変貌し、キュアブロッサムたちと激突するが「プリキュア・シャイニング・フォルティシモ」を受けて倒された。

#### 歴代の怪物たち
ブラックホールが再現した、これまでのシリーズに登場した怪物キャラクター。同個体を含め大量に出現し、本編で登場した怪物はほとんど登場する。
ザケンナー
声 - 滝知史
かつてドツクゾーンが使役していた怪物。
ウザイナー
声 - 渡辺英雄
かつてダークフォールが使役していた怪物。
コワイナー
声 - 桜井ちひろ
かつてナイトメアが使役していた怪物。
ホシイナー
声 - ふくまつ進紗
かつてエターナルが使役していた怪物。
ナケワメーケ、ナキサケーベ、ソレワターセ
声 - 中野慎太郎
かつてラビリンスが使役していた怪物たち。ナケワメーケは本編では途中から個体ごとに鳴き声が異なっていたが、本作では統一されている。
デザトリアン
声 - 金田朋子
かつて砂漠の使徒が使役していた人語を話す怪物。本作においては『ハートキャッチ』本編で「こころの花」を素体にされた人物とは別個の存在扱いとなっている。また、ダークブレスレットの力で強化されたタイプは強化後の姿で登場する。

## 本作のプリキュア
今作では敵の罠によって3組のチームに分断されてしまい、各作品のプリキュアが混合して戦うことになる。また、それぞれチームごとにそれなりの長短を持っている。
- ピンクチーム
  - メンバー：ブラック、ブルーム、ドリーム、ピーチ、ブロッサム、メロディ
  - 各作品のリーダー的なポジションかつイメージカラーがピンク[注 11]のメンバーが集まったチーム。サーロイン、ムシバーンと対決する。行動的ではあるものの、作戦を考えることが苦手なメンバーがほとんどであるため、上手く連携が取れず苦戦を強いられる。しかし持ち前の心の強さで弱気を打ち払い、自分達のペースに持ち込んでいく。また変身前でも、本編冒頭、響を除いた5人は異世界が融合した風景に驚き、更にその内つぼみを除いた4人は「デザート王国」のお菓子を食べまくり、遠くから見ていたえりかに「何やってんのよ!?」と突っ込まれるなど、早くも個性を垣間見せた。
  - なおキュアピーチ・キュアブロッサム・キュアメロディの3人は、2016年公開の『映画 プリキュアオールスターズ みんなで歌う♪奇跡の魔法!』でも、『スマイルプリキュア!』のキュアハッピーを加えた「ピンクカルテット」を誕生させる。
- ブルーチーム
  - メンバー：ホワイト、イーグレット、ミント、アクア、ベリー、マリン、リズム
  - 主人公のパートナーや頭脳派かつイメージカラーがブルー[注 12]のメンバーが集まったチーム。魔女、フリーズン、フローズンと激突する。作戦考案や咄嗟の機転に優れるが、自発的に行動するタイプではないメンバーが大半を占めるため、調子が出ずに困惑する。頭脳を活かして敵を挑発するなどして戦況を有利に持っていった。
- イエローチーム[注 13]
  - メンバー：ルミナス、ルージュ、レモネード、ローズ、パイン、パッション、サンシャイン、ムーンライト
  - 作品に途中参戦したメンバー、もしくは初期メンバーかつイメージカラーがピンクでもブルーでもないメンバーが集まったチーム。トイマジン、サラマンダー男爵の策ですごろく空間で激突することになる。ルージュやローズなどはすごろくゲーム参加には反対したが、レモネードやパインなど天然ボケなメンバーによってなしくずしにスタートしてしまう。すごろくで行われる様々なイベントではキュアムーンライトの指揮でそれぞれ得意分野を持つメンバーの個性を活かし、順調にクリアしていく。

### パワーアップ
プリズムフラワーによって力を得て変身したプリキュア。前作のキュアレインボーと同様であるが、一部変更された者もいる。スイートプリキュアは本作が初登場。なお、ここで記す前作とはDX2を指す。名称は本編で名前が明らかになっているものを除き、DX2のものと同様のものを使用する。
キュアブラック（スーパープリキュア）
キュアホワイト（スーパープリキュア）
シャイニールミナス（スーパープリキュア）
前作から大きな変更点はない。
必殺技
エキストリーム・ルミナリオ
本編と同様であるが、スーパープリキュアの状態で放たれている。
ブライティブルーム
ウィンディイーグレット
前作から大きな変更点はない。
必殺技
プリキュア・スパイラル・ハート・スプラッシュ
ブルーム・イーグレットの際に放つ際と動作・台詞は同様。
シャイニングドリーム
キュアルージュ（レインボー）
キュアレモネード（レインボー）
キュアミント（レインボー）
キュアアクア（レインボー）
前作から大きな変更点はない。
必殺技
プリキュア・レインボーローズ・エクスプロージョン
本編と同様だが、パワーアップした状態で放たれている。
レインボーミルキィローズ
前作から大きな変更点はない。
必殺技
ミルキィローズ・メタルブリザード
本編と同様だが、パワーアップした状態で放たれている。
エンジェルピーチ
エンジェルベリー
エンジェルパイン
エンジェルパッション
前作から大きな変更点はないが、羽のサイズ・形が統一化されている。
必殺技
プリキュア・ラブサンシャイン・フレッシュ、プリキュア・エスポワールシャワー・フレッシュ
プリキュア・ヒーリングプレアー・フレッシュ、プリキュア・ハピネスハリケーン
それぞれピーチ、ベリー、パイン、パッションが放つ。パッション以外はキュアエンジェルの状態で初めて単独技を放っている。
スーパーキュアブロッサム
スーパーキュアマリン
スーパーキュアサンシャイン
スーパーキュアムーンライト
本編との変更点は特にないが、ブロッサムとマリンはDX2のキュアレインボーからスーパーシルエットに変更されている。
必殺技
プリキュア・ハートキャッチ・オーケストラ
本編からの変更点は特にない。
スーパーキュアメロディ
全体的に肌の露出が減少し、肩にもフリルが追加されスカートも二段構造のロングになっている。
スーパーキュアリズム
全体的に肌の露出が減少し、スカートも二段構造のロングになっている。
必殺技
プリキュア・ミュージック・ロンド
ベルティエの種類以外は両者共通で、双方パワーアップ状態で技を放っている。

### 合体技
プリキュア・コラボレーションパンチ
ピンクプリキュアチームが同時にパンチを放つ技。ピンクのオーラを放ち、怪物達を蹴散らした。その結果、砂漠の迷路とオーブンが融合した世界の出口の位置が露見した。
2014年公開の『映画 プリキュアオールスターズNewStage3 永遠のともだち』では、本作の6人に加え、『スマイルプリキュア!』のキュアハッピー、『ドキドキ!プリキュア』のキュアハート、『ハピネスチャージプリキュア!』のキュアラブリーを加えた計9人による「プリキュア・コラボレーションパンチNewStage」として再登場した。

## 舞台・用語
ショッピングモール
本編の主な舞台。正式店名や所在地は語られていない。
開業初日、響・奏・ハミィがここを訪れ、そして「吹き抜け」のある場所では、つぼみ・えりか・いつきによるファッションショーが行われ、変身前のプリキュア16人・『ハートキャッチ』の妖精たち・サブキャラクター・改心した敵キャラクターが観客となっていた。だがプリズムフラワーが弱った影響で、上から大量の妖精と異世界精霊が舞い降り、表はかつてプリキュアが行った異世界が融合した風景に一変、更に「映画版の敵」たちと共に現れたブラックホールの魔力で、その場所は瓦礫の山と化した。なお事件解決後は元の風景に戻った。
プリズムスターミラクルライト
本作のミラクルライトで、先端部に「星」の形をしたピンク色の蛍光部が有る。本編ではミラクルライトと統一して呼称される。プリズムフラワーの力と連動している。鏡に光を反射させると威力が強化される。
歴代妖精・歴代サブキャラクター・歴代映画キャラクター・その他の異世界の精霊達がライトを振り、プリキュア達をスーパープリキュア化をさせた。
なお、『NewStage』からのオールスターズ映画で採用されるミラクルライトは、（一部を除く）TVシリーズ映画同様、正式名称を「ミラクル○○ライト」、先端のライトを「白」にそれぞれ変更。そしてこの後ピンク色のライトが付いたミラクルライトは、2014年10月公開のシリーズ映画『映画 ハピネスチャージプリキュア! 人形の国のバレリーナ』で採用された「ミラクルドレスライト」まで中断する。
プリズムフラワー
人間世界とそれぞれの妖精の世界を繋いでいる力の源。これが消滅すると妖精達が強制的にそれぞれの世界に戻され、交流が断絶されてしまう。
最終的にプリキュアたちに最後の力を与えて消滅してしまうも、心の大樹から新しいプリズムフラワーの種が生じ、再び世界は繋がった。
砂漠の迷路とオーブンの世界
ピンクチームが飛ばされた世界。サーロインが支配していた砂漠の迷路にムシバーンの支配していたオーブンの世界が融合したような世界で、砂漠の中にオーブンが埋まっているような光景になっている。
船の墓場と氷の世界
ブルーチームが飛ばされた世界。魔女の支配していた船の墓場とフリーズン＆フローズンの支配していた氷の世界が融合したような世界で、海に浮いた廃船が足場となり空に雪の結晶が浮かんでいる。
おもちゃの国のすごろく
イエローチームが飛ばされた世界。おもちゃの国の双六ゾーンのような世界でマスの指令に出てくる怪物たちを倒しながら進んでいくことになる。
高台
エピローグ、事件が解決しながら妖精達に去られた変身前のプリキュア20人（くるみ〈ミルキィローズ〉はミルクに戻ってパルミエ王国に帰ったためいない）が、気晴らしにボール遊びをしていた場所。近くには桜の木が存在する。だが新たなプリズムフラワーの誕生で、プリキュア達は妖精達と再会出来た。
なお、場所の名は語られていない。また近くに海が存在するが、ショッピングモールの近所にあるかは不明。
2014年春公開の『映画 プリキュアオールスターズNewStage3 永遠のともだち』でも、『ハピネスチャージプリキュア!』までのプリキュアと妖精・『NewStage』シリーズ並びにクロスオーバー映画オリジナルの坂上あゆみ（キュアエコー）とパートナー妖精であるグレルとエンエン・『ハピネスチャージ』のブルーが同じ場所で記念撮影をした。

## スタッフ
- 製作：高橋浩（東映アニメーション）、遠藤茂行（東映）、渡辺克信（朝日放送）、竹中一博（バンダイ）、篠田芳彦（アサツー ディ・ケィ）、中山晴喜（マーベラスエンターテイメント）、木下直哉（木下工務店）
- 企画：鷲尾天、西出将之
- 原作：東堂いづみ
- 脚本：村山功
- オリジナルキャラクターデザイン：稲上晃、川村敏江、香川久、馬越嘉彦、高橋晃
- キャラクターデザイン・作画監督：青山充
- 美術設定：平澤晃弘
- 美術監督：釘貫彩
- 撮影監督：高橋賢司
- CG監督：鈴木大介
- 音楽：佐藤直紀
- 編集：麻生芳弘
- 色彩設計：澤田豊二
- 製作担当：末竹憲
- 演出・絵コンテ：大塚隆史、黒田成美
- アニメーション制作：東映アニメーション
- 制作：映画 プリキュアオールスターズ3製作委員会（東映アニメーション、東映、バンダイ、アサツー ディ・ケイ、朝日放送、マーベラスエンターテイメント、木下工務店）
- 配給：東映
- 監督：大塚隆史

## 主題歌
オープニングテーマ「キラキラkawaii!プリキュア大集合♪〜いのちの花〜」
作詞：青木久美子、作曲：小杉保夫、編曲：大石憲一郎、歌：工藤真由、コーラス：五條真由美、うちやえゆか
OPはオールスターズDXシリーズ初の3D仕様だが、フレッシュのED以降のものとは異なり、サンジゲンがメインとなって製作されている。
パワーアッププリキュアとブラックホールとの大決戦シーンにも、挿入歌として使用された。
エンディングテーマ「ありがとうがいっぱい」
作詞：青木久美子、作曲：小杉保夫、編曲：塩崎容正、歌：キュア・レインボーズ（五條真由美・うちやえゆか・工藤真由・宮本佳那子・茂家瑞季・林桃子・池田彩） with プリキュアオールスターズ21（プリキュア声優21人）、コーラス：ヤング・フレッシュ
シリーズごとに妖精との初の邂逅と交流のシーンが流れる。その画面の下では歴代の妖精がライトを振っている。

### 挿入歌
「DANZEN! ふたりはプリキュア (Ver. Max Heart)」
作詞：青木久美子、作曲：小杉保夫、編曲：佐藤直紀、歌：五條真由美
「まかせて★スプラッシュ☆スター★」
作詞 - 青木久美子、作曲 - 小杉保夫、編曲 - 家原正樹、歌 - うちやえゆか with Splash Stars
「プリキュア5、フル・スロットルGO GO!」
作詞：只野菜摘、作曲：間瀬公司、編曲：家原正樹、歌：工藤真由 with ぷりきゅあ5
「Let's!フレッシュプリキュア! 〜Hybrid ver.〜」
作詞 - 六ツ見純代 / 作曲 - 高取ヒデアキ / 編曲 - 亀山耕一郎、村田昭 / 歌 - 茂家瑞季
「Alright!ハートキャッチプリキュア！」
作詞 - 六ツ見純代、作曲 - 高取ヒデアキ、編曲 - 籠島裕昌、歌 - 池田彩
「ラ♪ラ♪ラ♪スイートプリキュア♪」
作詞：六ツ見純代、作曲：marhy、編曲：久保田光太郎、歌：工藤真由（キュア・カルテット）
以上、各プリキュアと敵キャラとの決戦シーンに使用。

## 特別番組
『映画 プリキュアオールスターズDX3のすべて』
30分枠での放送。また前々作・前作とは違い、歴代オールスターズDXの紹介と映画の見所が中心となっている。
なお、当番組が放送されていた時期は東日本大震災発生に伴い報道特別番組に差し替えられることが多かった時期であったため、実際の放送時間とは違っている可能性がある。
| 放送地域       | 放送局             | 放送日        | 放送時間           | 系列           | 備考                   |
| -------------- | ------------------ | ------------- | ------------------ | -------------- | ---------------------- |
| 山口県         | 山口朝日放送       | 2011年3月12日 | 土曜 10:00 - 10:30 | テレビ朝日系列 | リピート放送あり       |
| 広島県         | 広島ホームテレビ   | 2011年3月12日 | 土曜 11:15 - 11:45 | テレビ朝日系列 |                        |
| 福井県         | 福井テレビ         | 2011年3月13日 | 日曜 5:30 - 6:00   | フジテレビ系列 | リピート放送あり       |
| 埼玉県         | テレ玉             | 2011年3月13日 | 日曜 15:30 - 16:00 | 独立局         |                        |
| 東京都         | TOKYO MX           | 2011年3月13日 | 日曜 19:00 - 19:30 | 独立局         | マルチ編成のためSD画質 |
| 宮崎県         | 宮崎放送           | 2011年3月15日 | 火曜 15:30 - 16:00 | TBS系列        | リピート放送あり       |
| 静岡県         | 静岡朝日テレビ     | 2011年3月15日 | 火曜 27:55 - 28:25 | テレビ朝日系列 | リピート放送あり       |
| 熊本県         | 熊本朝日放送       | 2011年3月17日 | 木曜 26:15 - 26:45 | テレビ朝日系列 |                        |
| 宮城県         | 東日本放送         | 2011年3月17日 | 木曜 28:20 - 28:50 | テレビ朝日系列 |                        |
| 大分県         | 大分朝日放送       | 2011年3月17日 | 木曜 28:55 - 29:25 | テレビ朝日系列 |                        |
| 新潟県         | 新潟テレビ21       | 2011年3月19日 | 土曜 5:20 - 5:50   | テレビ朝日系列 |                        |
| 石川県         | 北陸朝日放送       | 2011年3月19日 | 土曜 6:00 - 6:30   | テレビ朝日系列 |                        |
| 香川県・岡山県 | 瀬戸内海放送       | 2011年3月19日 | 土曜 6:00 - 6:30   | テレビ朝日系列 |                        |
| 日本全域       | アニマックス       | 2011年3月19日 | 土曜 10:30 - 11:00 | CS放送         | リピート放送あり       |
| 日本全域       | 東映チャンネル     | 2011年3月19日 | 土曜 12:30 - 13:00 | CS放送         | リピート放送あり       |
| 中京広域圏     | メ〜テレ           | 2011年3月20日 | 日曜 6:00 - 6:30   | テレビ朝日系列 |                        |
| 北海道         | 北海道テレビ       | 2011年3月20日 | 日曜 6:30 - 7:00   | テレビ朝日系列 |                        |
| 神奈川県       | テレビ神奈川       | 2011年3月20日 | 日曜 11:00 - 11:30 | 独立局         |                        |
| 高知県         | テレビ高知         | 2011年3月21日 | 月曜 11:00 - 11:30 | TBS系列        | 『映画ナビ』枠         |
| 山梨県         | テレビ山梨         | 2011年3月21日 | 月曜 14:55 - 15:25 | TBS系列        |                        |
| 山形県         | 山形テレビ         | 2011年3月24日 | 木曜 16:00 - 16:30 | テレビ朝日系列 |                        |
| 日本全域       | BS11               | 2011年3月26日 | 土曜 19:30 - 20:00 | BS放送         | 『アニメ+』枠          |
| 沖縄県         | 琉球朝日放送       | 2011年3月27日 | 日曜 6:00 - 6:30   | テレビ朝日系列 |                        |
| 富山県         | チューリップテレビ | 2011年3月28日 | 月曜 14:59 - 15:28 | TBS系列        | 『映画ナビ』枠         |
| 長野県         | 長野朝日放送       | 2011年4月1日  | 金曜 9:55 - 10:25  | テレビ朝日系列 |                        |
| 鹿児島県       | 鹿児島放送         | 2011年4月1日  | 金曜 9:55 - 10:25  | テレビ朝日系列 |                        |
| 福島県         | 福島放送           | 2011年4月1日  | 金曜 10:00 - 10:30 | テレビ朝日系列 |                        |
| 岩手県         | 岩手朝日テレビ     | 2011年4月2日  | 土曜 9:55 - 10:25  | テレビ朝日系列 |                        |
| 青森県         | 青森朝日放送       | 2011年4月2日  | 土曜 11:00 - 11:30 | テレビ朝日系列 |                        |
| 福岡県         | 九州朝日放送       | 2011年4月3日  | 日曜 6:00 - 6:30   | テレビ朝日系列 |                        |

## 関連商品
- 小説『プリキュアオールスターズDX3 未来にとどけ!世界をつなぐ☆虹色の花』（2011年3月20日初版発行、角川書店・角川つばさ文庫、ISBN 978-4-04-631156-6）[9]
  - プリキュアシリーズとしては初のノベライズとなる。著者は本作の脚本を務める村山功[10]。初版分はカバーの地の色がつばさ文庫のイメージカラーである緑ではなく、ピンクとなっている。また、一部会話シーンなど映画本編と違う部分が有る。なお掲載イラストは宣伝イラストから流用しているため、本編とは違うシーンが存在する。
- プリキュアぴあ（2011年3月2日発売、ぴあ）
  - 映画と歴代シリーズを特集したムック。
- アニメコミックス『プリキュアオールスターズDX3 未来にとどけ!世界をつなぐ☆虹色の花』（2011年6月27日発売、一迅社）
  - 本編のフィルムを漫画化したフィルムコミック。OP・EDや、一部の場面[注 16]は収録されていない。また冒頭の「登場人物紹介」はプリキュア21人のみで、妖精・ブラックホール軍団などは紹介されていない。
- CD『キラキラkawaii!プリキュア大集合♪〜いのちの花〜／ありがとうがいっぱい』（マーベラスエンターテイメント/ソニー・ミュージックディストリビューション、2011年4月6日発売、MJSS-09006）
  - 主題歌シングル。通常版の他にDVD同梱版（MJSS-09004/5）が存在する。
- CD『映画 プリキュアオールスターズDX3 未来にとどけ! 世界をつなぐ☆虹色の花♪ オリジナル・サウンドトラック』（マーベラスエンターテイメント/ソニー・ミュージックディストリビューション、2011年4月6日発売、MJSA-1006）
- DVD/BD『映画 プリキュアオールスターズDX3 未来にとどけ! 世界をつなぐ☆虹色の花♪』（マーベラスエンターテイメント/TCエンタテインメント、2011年7月20日発売）
  - DVD特装版（TCED-1174）/DVD通常版（TCED-1175）/Blu-ray特装版（TCBD-0031）
  - 上映にあたり東日本大震災の事を配慮しカットされたシーンを再編集して収録。
  - 特装版は、映像特典としてオープニングムービーコンプリートバージョン、舞台挨拶、テレビ特番「プリキュアオールスターズDX3のすべて」、TVスポット、予告集、ピクチャーコレクションを収録、特別鑑賞券用イラストを使用したメモパッドを同梱、カラーケース・ピクチャーレーベル仕様。
- BD-BOX『映画 プリキュアオールスターズDX Blu-ray DX BOX』（2013年3月20日発売、BD2枚組、マーベラスAQL/ポニーキャニオン）PCXX-60006
  - オールスターズDXシリーズ3部作をまとめたボックスセット。新規の映像特典として本名陽子、樹元オリエ、三瓶由布子、中川亜紀子、水樹奈々、小清水亜美による声優座談会と『ちょ〜短編 プリキュアオールスターズ GoGoドリームライブ』を収録、また映画本編には鷲尾天と大塚隆史によるオーディオコメンタリーが音声特典として収録されている。

## ネット配信
- YouTube「プリキュアYouTube公式チャンネル」より、2020年4月10日18:00から同年4月17日17:59まで、本作と『映画 スイートプリキュア♪ とりもどせ! 心がつなぐ奇跡のメロディ♪』・『映画 プリキュアオールスターズNewStage みらいのともだち』の計3本が期間限定無料配信された。

## タイアップなど

### イベント・キャンペーン
- 環境省とのタイアップで温暖化防止キャンペーン『チャレンジ25』のタイアップポスターを団体・企業に無料配布された[11]。キャッチコピーは「プリキュアオールスターズは、花と光で地球を救いますッ!」。
- 横浜市営地下鉄で、2011年3月5日より4月5日まで映画公開記念スタンプラリーを実施。[12]
- チキータがタイアップによるプレゼントキャンペーンを実施。[13]対象商品のバーコードを送る事で、2011年2月9日から3月7日までの第1弾では《プリキュア賞》映画親子ペア券が500組1000名に、《チキータ賞》現金3000円が500名に抽選でプレゼントされた。3月8日から4月10日までの第2弾では《プリキュア賞》がスイートプリキュアの意匠を施した玩具腕時計「きゃらっち!スイートプリキュア」となり、500名にプレゼントされる。《チキータ賞》は第1弾と景品・当選者数共に同じ。また両賞を外れた応募者へのWチャンスとして、抽選で3000名に「チキータ×プリキュア　ぬりえ付き自由帳」がプレゼントされる。なお第1弾の映画親子ペア券については、3月11日に発生した東北地方太平洋沖地震の影響で遅配が生じた事が発表された。[14]
- 2011年3月14日には当映画の完成披露試写会が、また公開日の19日には舞台挨拶が予定されていたが、東日本大震災によって計画停電等の影響により困難となり、いずれも中止となった（なお、舞台挨拶は4月2日以降に延期）。また、災害を連想させるシーンを削除しての上映が決定された[15]。20秒フィルムをカットしているが、後に発売されたDVD、BDでは新規カットが追加されている[16]。この他主題歌シングルとサウンドトラックのCDが4月6日に発売延期された[17]。
- 2011年3月30日に歴代のプリキュアや主題歌を担当した歌手、声優が出演するスペシャルコンサート『みんなをつなぐ♥この日限りの プリキュアオールスターズスペシャルステージ!』の開催を予定していたが、こちらも中止が決定。[18]。しかし、内容を一部変更した公演を8月以降に開催できるよう調整を重ねた結果、当初の予定より9ヵ月遅れの2011年12月27日に大宮ソニックシティ（埼玉県さいたま市）、翌2012年1月7日は柏市民文化会館（千葉県柏市）で、「プリキュアオールスターズDXコンサート ～みんなで歌って踊って　主題歌オンパレード!～」を開催。公開当時は仲間入りしていなかったキュアビートとキュアミューズも舞台に登場し、長期間待ちわびた多くのプリキュアファンや家族連れと共に盛り上がった[19]。
- 前作同様に大人のファン向けのオールナイトイベント「プリキュアと夜更かししちゃお!!プリキュアナイトカーニバル!」が2011年5月6日に新宿バルト9にて行われた。来場者にはクリスタルミラクルライト、ミラクルフラワーライト、プリズムスターミラクルライト、プリキュア一筆メッセージカード21枚セット（プリキュアぴあに掲載、東京メトロ新宿駅メトロプロムナードで限定公開されたポスターに使用されたイラストのカード）、プリキュアオールスターズポストカード7枚セット（本作ラストシーンで使用されたイラストを元にしたカード）が配られた。また、トークショーには第1部に本名陽子、樹元オリエ、三瓶由布子、沖佳苗、水沢史絵が、第2部にゆかな、榎本温子、前田愛、小松由佳、久川綾が、第3部に鷲尾天プロデューサーと大塚隆史監督が出演、小清水亜美と折笠富美子もビデオレターで出演した。

### 特集・広告・その他
- 日刊スポーツ2011年1月1日元旦付けの新聞広告で、本作と『仮面ライダー×仮面ライダー オーズ&ダブル feat.スカル MOVIE大戦CORE』『天装戦隊ゴセイジャーVSシンケンジャー エピックon銀幕』3作合同で、日本初の3D新聞広告が掲載。クロマデプス3Dメガネを使用しており、配達発送分にのみ3Dメガネも同梱される[20]。
- 本作品では、公私ともに親好のある三瓶由布子、水沢史絵、小清水亜美が揃って出演したため、アフレコ時に三瓶の立ち会いの下、前年出演の水沢からこの年出演の小清水へ、スタジオにあった非常灯をバトンに見立ててバトンタッチの儀式を行った[21]。これが翌年から慣例化するようになり、オールスターズ等の春公開映画のアフレコ時に主に新旧の主人公役が、タイアップを行っているチキータのバナナ（チキータのタイアップ終了後はスタジオにある小物など）をバトンに見立ててバトンタッチの儀式を行うようになっている[22]。